# هجی انگشتی فرانسوی
هجی انگشتی فرانسوی الفبایی است که در زبان اشاره فرانسوی برای نشان دادن واژگان این زبان و زبان فرانسوی استفاده می‌شود.

## حروف
حروف این الفبا به شرح زیرند:

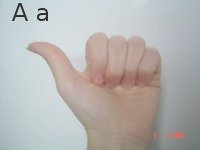
حرف A
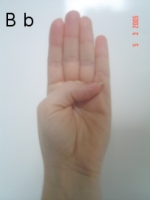
حرف B
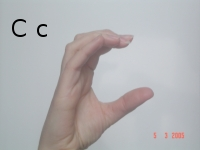
حرف C
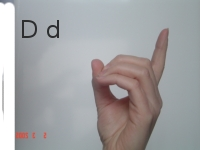
حرف D
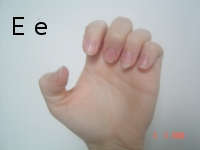
حرف E
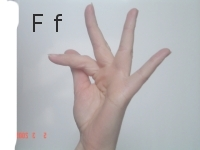
حرف F
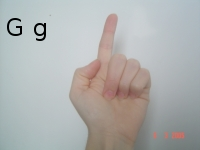
حرف G
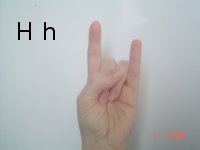
حرف H
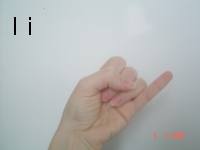
حرف I
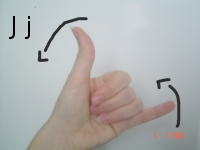
حرف J
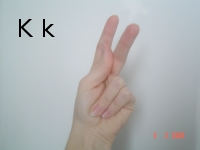
حرف K
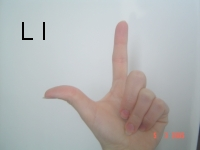
حرف L
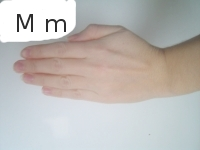
حرف M
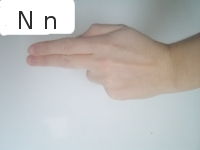
حرف N
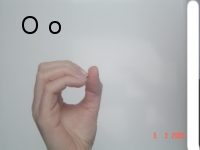
حرف O
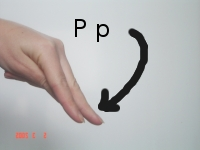
حرف P
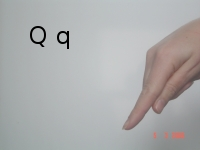
حرف Q
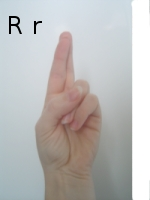
حرف R
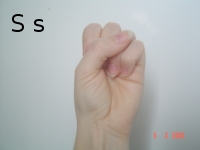
حرف S
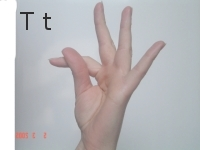
حرف T
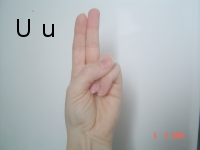
حرف U
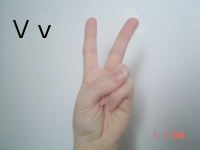
حرف V
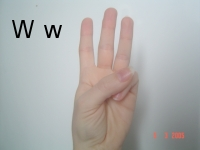
حرف W
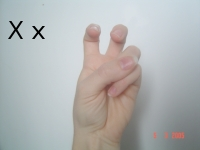
حرف X
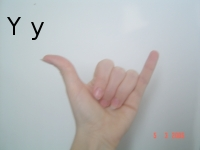
حرف Y
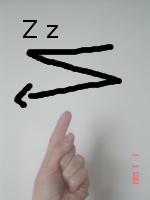
حرف Z